# Ariel López Padilla
Pour les articles homonymes, voir López et Padilla.
Ariel López Padilla, né à (Guadalajara, Jalisco, Mexico, le 12 août 1962) est un danseur et acteur mexicain.

## Télévision
- 2010 : Quiéreme tonto (série télévisée) : Lázaro Cruz
- 2008 : Pecados ajenos (série télévisée) : Rogelio Mercenario
- 2007 : Bajo las riendas del amor (série télévisée) : Joaquín Corcuera
- 2006 : Tierra de pasiones (série télévisée) : Javier Ortigoza
- 2005 : Soñar no cuesta nada (série télévisée) : Jonás Reyes (unknown episodes[pas clair])
- 2005 : Decisiones (série télévisée) : Libardo
- 2004 : Ángel rebelde (série télévisée) : Ernesto Lezama / Romulo Lezama (en espagnol : Rómulo Lezama)
- 2004 : Inocente de ti (série télévisée) : Licenciado (Lic.) Gomez Riveroll (en espagnol : Gómez Riveroll)
- 2002 : Gata salvaje (série télévisée) : Patricio Rivera
- 2001 : Secreto de amor (série télévisée) : Dr. Ricardo Sandoval
- 2000 : Carita de ángel (série télévisée) : Adrián
- 1999 : Alma rebelde (série télévisée) : Damian Montoro (en espagnol : Damián Montoro)
- 1998 : Soñadoras (série télévisée) : Enrique Bernal
- 1997 : Leonela (série télévisée) : Damián
- 1996 : Te sigo amando (série télévisée) : Doctor
- 1995 : María la del barrio (série télévisée) : Dr. Daniel Ordonez (en espagnol : Daniel Ordóñez
- 1995 : Pobre niña rica (série télévisée) : Julio
- 1994 : Caminos cruzados (série télévisée) : César Augusto
- 1994 : Prisionera de amor (série télévisée)
- 1993 : Corazón salvaje (série télévisée) : Andrés Alcázar y Valle
- 1993 : Televiteatros (série télévisée)
- 1993 : Clarisa (série télévisée) : Gastón
- 1992 : De frente al sol (série télévisée)
- 1991 : La Pícara Soñadora (série télévisée)

## Cinéma
- 1991 : Sólo con tu pareja :  Le marié de Barbus (a trompé le même jour du mariage)